# صد سال دوم
صد سال دوم (انگلیسی: The Second Hundred Years) فیلمی در ژانر کمدی و زوج هنری است که در سال ۱۹۲۷ منتشر شد.

## بازیگران
- استن لورل
- اولیور هاردی
- چارلی هال
- جیمز فینلیسون
- فرانک براونلی
- یوجین پلت
- دورتی کابرن
- تاینی سندفورد
- رزمری ثبی
- اِلینور وَندِرویر
- فرانک براونلی
- چارلز اِی. باکمن